# Calciatore dell'anno (Armenia)
Il premio al calciatore armeno dell'anno (Հայաստանի տարվա ֆուտբոլիստ) è un riconoscimento assegnato dal 1992 per conto della Federazione calcistica dell'Armenia al miglior calciatore armeno dell'anno.

## Albo d'oro
| Anno | Giocatore           | Squadra           |
| ---- | ------------------- | ----------------- |
| 1992 | Sargis Hovsep'yan   | P'yownik          |
| 1993 | Armen Shahgeldyan   | Ararat            |
| 1994 | Arsen Avetisyan     | P'yownik          |
| 1995 | Sargis Hovsep'yan   | P'yownik          |
| 1996 | Art'owr Petrosyan   | Širak             |
| 1997 | Harutyun Vardanyan  | Širak             |
| 1998 | Art'owr Oskanyan    | Spartak Erevan    |
| 1999 | Harutyun Abrahamyan | Erevan            |
| 2000 | Art'owr Petrosyan   | Young Boys        |
| 2001 | Vardan Minasyan     | P'yownik          |
| 2002 | Arman K'aramyan     | P'yownik          |
| 2003 | Aram Hakobyan       | Metalurh Donec'k  |
| 2004 | Ēdgar Manowčaryan   | P'yownik          |
| 2005 | Aram Hakobyan       | Banants           |
| 2006 | Armen Shahgeldyan   | Mika Erevan       |
| 2007 | Lewon Pačaǰyan      | P'yownik          |
| 2008 | Sargis Hovsep'yan   | P'yownik          |
| 2009 | Henrix Mxit'aryan   | P'yownik          |
| 2010 | Kaṙlen Mkrtčyan     | P'yownik          |
| 2011 | Henrix Mxit'aryan   | Šachtar           |
| 2012 | Henrix Mxit'aryan   | Šachtar           |
| 2013 | Henrix Mxit'aryan   | Borussia Dortmund |
| 2014 | Henrix Mxit'aryan   | Borussia Dortmund |
| 2015 | Henrix Mxit'aryan   | Borussia Dortmund |
| 2016 | Henrix Mxit'aryan   | Manchester Utd    |
| 2017 | Henrix Mxit'aryan   | Manchester Utd    |
| 2018 | Marcos Pizzelli     | Aqtöbe            |
| 2019 | Henrix Mxit'aryan   | Roma              |
| 2020 | Henrix Mxit'aryan   | Roma              |
| 2021 | Varazdat Haroyan    | Cádiz             |
| 2022 | Eduard Spertcjan    | Krasnodar         |
| 2023 | Henrix Mxit'aryan   | Inter             |
| 2024 | Henrix Mxit'aryan   | Inter             |